# Polygonus
Polygonus là một chi bướm ngày thuộc họ Bướm nâu.